# دنیل سی بربنک
دنیل سی بربنک (به انگلیسی: Daniel C. Burbank) فضانورد اهل ایالات متحده آمریکا است که در ۲۷ ژوئیهٔ ۱۹۶۱ میلادی در منچستر، کنتیکت زاده شد. وی در مأموریت اس‌تی‌اس-۱۰۶، اس‌تی‌اس-۱۱۵، سایوز تی‌ام‌ای-۲۲، اکسپدییشن ۲۹، اکسپدییشن ۳۰ حضور داشته است.